# Bataille du court de tennis
Théâtre d'Asie du Sud-Est de la Seconde Guerre mondiale
Batailles
Invasion japonaise de la Birmanie :
- Rivière Bilin
- Pont de la Sittang
- Pégou
- Barrage routier de Taukkyan
- Route Yunnan-Birmanie (Tachiao
- Oktwin
- Taungû)
- Shwedaung
- Prome
- Yenangyaung

Opérations en Birmanie (1942-1943) :
- Arakan
- The Hump
- Chindits
- Nord de la Birmanie et ouest du Yunnan

Opérations en Birmanie en 1944 :
- Chindits (2)
- Admin Box
- U-Go (Imphal
- Sangshak
- Court de tennis
- Kohima)
- Myitkyina
- Mogaung
- Mont Song

Opérations en Birmanie (1944-1945) :
- Meiktila et Mandalay
- Pakokku et Irrawaddy
- Colline 170
- Île de Ramree
- Tanlwe Chaung
- Dracula
- Elephant Point
- Coude de la Sittang

La bataille du Court de Tennis faisait partie de la bataille plus large de Kohima qui s'est déroulée dans le nord-est de l'Inde du 4 avril au 22 juin 1944, pendant la campagne de Birmanie de la Seconde Guerre mondiale.
L'avancée japonaise en Inde fut interrompue à Kohima en avril 1944. Garrison Hill, une longue crête boisée en hauteur à l'ouest du village, a été (selon la Commonwealth War Graves Commission) le théâtre de « peut-être le combat le plus acharné de toute la campagne de Birmanie lorsqu'une petite force du Commonwealth a résisté aux attaques répétées d'une division japonaise ». Pendant le siège de Kohima, de violents combats, y compris des combats au corps à corps, ont eu lieu dans les terrains entourant le bungalow du commissionnaire du district, y compris le court de tennis, commençant vers le 8 avril et se poursuivant jusqu'au 13 mai lorsque les troupes japonaises assaillantes ont commencé à se retirer de la région.